# ويليام برستون (سياسي أمريكي)
ويليام برستون (بالإنجليزية: William Preston)‏ هو دبلوماسي ومحامي وسياسي أمريكي، ولد في 16 أكتوبر 1816 في لويفيل في الولايات المتحدة، وتوفي بنفس المكان في 21 سبتمبر 1887. انتخب عضو مجلس النواب الأمريكي.